# Вейротер, Франц фон
Франц фон Вейротер (нем. Franz von Weyrother, 1755, Вена — 16 февраля 1806, Вена) — австрийский генерал, участник французских революционных и Наполеоновских войн. Наиболее известен как составитель диспозиции союзников к Аустерлицкому сражению

## Биография
Франц фон Вейротер родился в Вене в семье генерала от кавалерии Адама фон Вейротера. В 1775 году Вейротер поступил на службу в 22 пехотный полк Ласси. Через два года получил чин лейтенанта. В августе 1778 года поступил адъютантом к Венцелю Коллоредо, где находился до 1783 года.
В чине лейтенанта принял участие в войне с Турцией под командованием Филиппа Броуна. В начале революционных войн служил в Майнце. Получил чин майора в 1795 году, был ранен в Вайсенау.
После выздоровления был послан в Рейнскую армию под командованием эрцгерцога Карла. В 1795 году стал рыцарем военного ордена Марии Терезии. 
В сентябре 1796 года Вейротер был переведён в северную Италию, где сражался в битве под Бассано под командованием Йозефа Альвинци. 
В кампанию 1799 года Вейротер был начальником штаба генерала Пауля Края, где выдвинулся под Леньяно 26 марта, Маньяно 5 апреля и Нови. За участие в этих битвах произведён в полковники, получил командование 7-м пехотным полком и был отмечен Суворовым. Составил неудачный маршрут для Швейцарского похода Суворова. В сражении при Гогенлиндене Вейротер был начальником штаба молодого эрцгерцога Иоганна.
К началу войны Третьей коалиции Вейротер получил чин генерал-майора и стал начальником штаба Кутузова. Он составил диспозицию к Аустерлицкому сражению, которая привела к поражению от Наполеона.
Через два с половиной месяца в возрасте 51 года Вейротер умер в Вене.

## Образ в кино
- «Суворов» (1940) — актёр Евгений Гуров
- «Битва при Аустерлице » (Франция, Италия, Югославия, 1960) — актёр Джек Пэланс
- «Война и мир» (СССР, 1967) — актёр Эрвин Кнаусмюллер
- «Суворов. Великое путешествие» (Россия, 2022) — персонаж, который является главным антагонистом (озвучен Филиппом Киркоровым)